# Новиков, Георгий Исидорович
Георгий Исидорович Новиков — советский хозяйственный, государственный и политический деятель.

## Биография
Родился в 1905 году в Жлобине. Член КПСС.
С 1924 года — на хозяйственной, общественной и политической работе. В 1924—1985 гг. — рабочий, инженер, районный инженер Военизированных горноспасательных частей Урала, участник Великой Отечественной войны, на Калининском, Центральном, 1-м и 2-м Белорусском фронтах, районный инженер Военизированных горноспасательных частей Урала, парторг ЦК ВКП(б) на шахте № 4-6, секретарь Копейского горкома ВКП(б), председатель исполкома Копейского городского Совета депутатов трудящихся, первый секретарь Копейского горкома КПСС, председатель административной комиссии при Копейском горисполкоме.
Делегат XIX съезда КПСС.
Умер в Копейске в 1999 году.